# Karl van Hessen

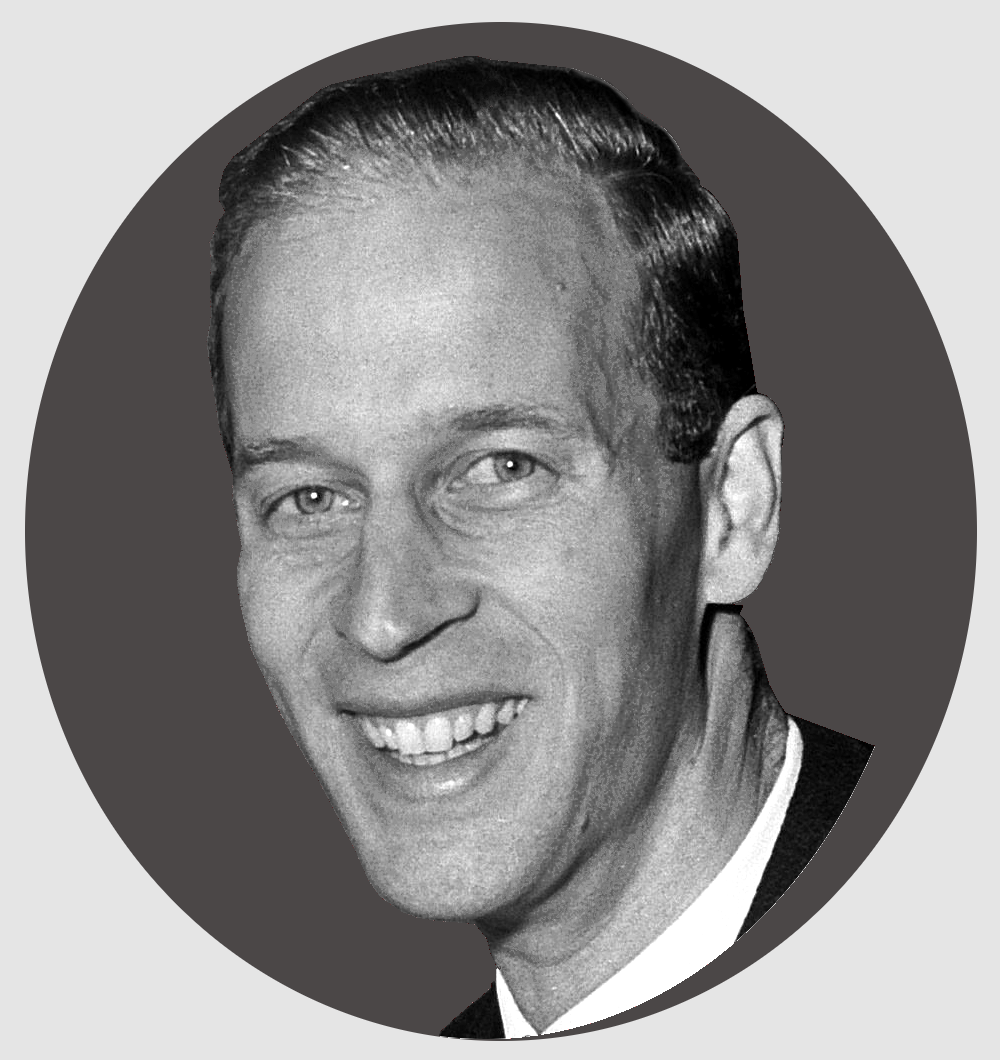
Prins Karl van Hessen in 1966

Karl Adolf Andreas Prinz von Hessen (Berlijn, 26 maart 1937 - München, 23 maart 2022) was een Duits aristocraat. Hij was lid van het Huis Hessen.
Hij is de oudste zoon van Christoffel van Hessen en diens vrouw Sophia van Griekenland en Denemarken, een zuster van de Britse prins-gemaal Philip Mountbatten. Karl is dus een volle neef van de latere Britse koning Charles. Zijn vader sneuvelde in de Tweede Wereldoorlog. Karl werd later geadopteerd door zijn kinderloze oom Wolfgang.
Zelf trad hij op 26 maart 1966 in Den Haag in het huwelijk met de Haagse juwelenontwerpster Yvonne Margit Valerie gravin Szapáry von Muraszombath, Széchysziget und Szapár (1944), dochter van Béla graaf Szapáry von Muraszombath, Széchysziget und Szapár (1901-1993) en Ursula Freiin von Richthofen (1907-2002). Haar moeder was in eerste echt verbonden geweest met de Nederlandse ambassadeur mr. Godert Willem baron de Vos van Steenwijk (1895-1940), lid van de familie De Vos van Steenwijk; bij dit Haagse huwelijk in 1966 waren door familiebanden leden van de Griekse, Engelse, Deense en Spaanse vorstenhuizen aanwezig, onder wie prins-gemaal Philip Mountbatten, koning Constantijn II van Griekenland en de latere koning Juan Carlos I van Spanje. Door zijn huwelijk werd hij een zwager van de Nederlandse dichter en kunstenaar Robert van Eyck (1916-1991). Uit het huwelijk kwamen twee kinderen voort:
- Christoffel (* 1969)
- Irina (* 1971), bankier; trouwde in 1999 met Alexander Graf und Herr von Schönburg, Graf und Herr zu Glachau und Waldenburg (1969), journalist, broer van Gloria von Schönburg-Glauchau (1960)